# Adama Barro
Adama Barro (ur. 3 września 1996 w Bobo-Dioulasso) – burkiński piłkarz grający na pozycji pomocnika. Od 2023 jest zawodnikiem klubu FC Istres.

## Kariera klubowa
Swoją karierę piłkarską Barro rozpoczął w klubie Racing Bobo-Dioulasso. W sezonie 2014/2015 zadebiutował w jego barwach w pierwszej lidze burkińskiej. W debiutanckim sezonie wywalczył z nim mistrzostwo Burkiny Faso. W latach 2016–2019 występował w Rahimo FC, z którym w sezonie 2018/2019 sięgnął po dublet - mistrzostwo i Puchar Burkiny Faso. W sezonie 2019/2020 był zawodnikiem ASEC Mimosas, a w sezonie 2020/2021 - ponownie Rahimo FC. W sezonie 2021/2022 był graczem AS Douanes Wagadugu, z którym sięgnął po krajowy puchar. Latem 2022 odszedł do Rail Club du Kadiogo, a zimą 2023 przeszedł do FC Istres.

## Kariera reprezentacyjna
W reprezentacji Burkiny Faso Barro zadebiutował 17 października 2016 w przegranym 0:2 meczu Mistrzostw Narodów Afryki 2016 z Nigerią, rozegranym w Port Harcourt.